# 潜艇母舰

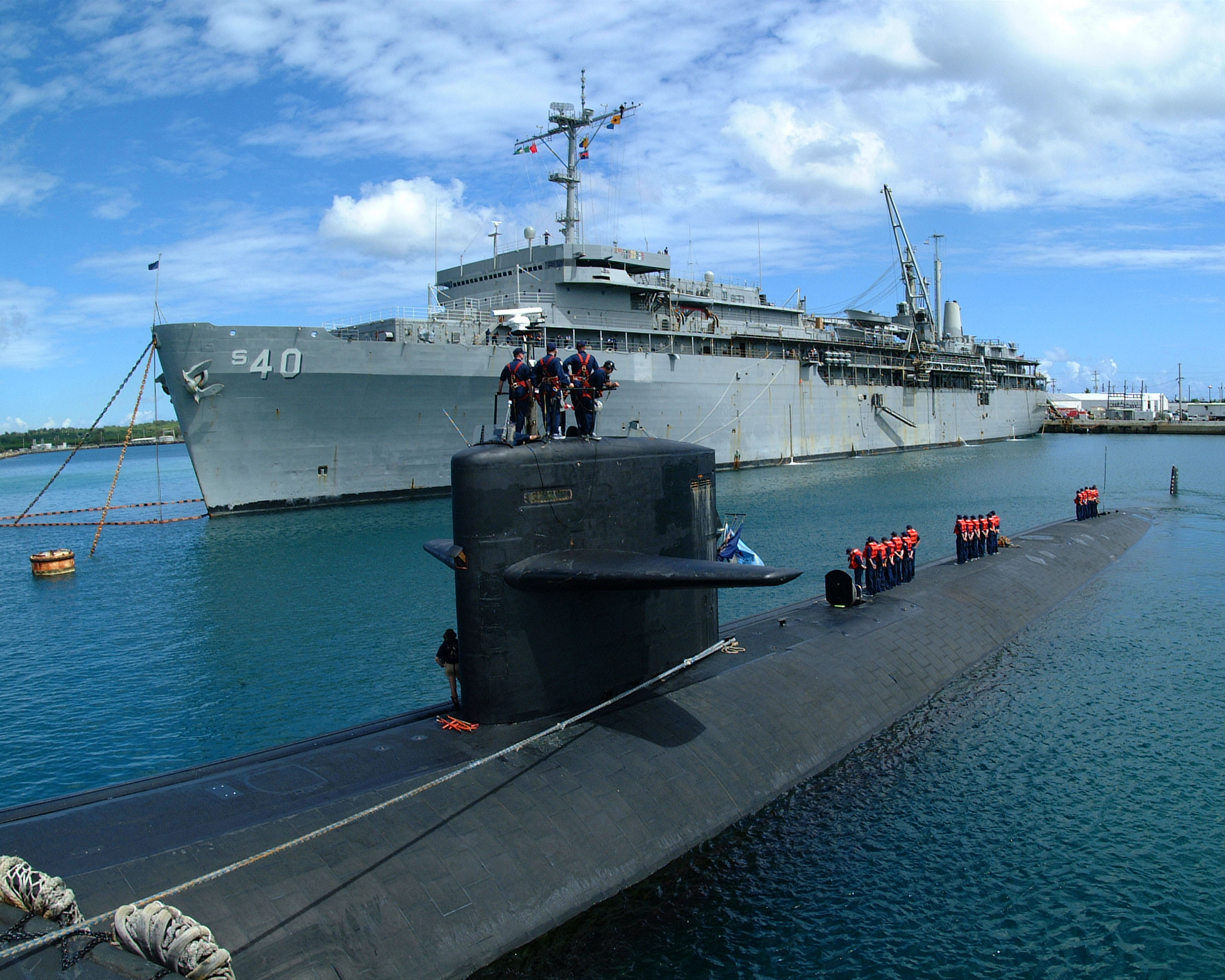
美國海軍法蘭克·凱伯號潛水艇母艦（後）與盐湖城号核潜艇（前）。

潛艦母艦（英文：Submarine tender）是潜艇的水面上補給艦，專為潛水艦補給燃料、彈藥，以及水、食物、日常用品等補給品。潜艇母舰上有許多提供潜艇上船員休息、淋浴等設施，以讓長期處在水面下的船員得以有喘息的空間。

## 發展

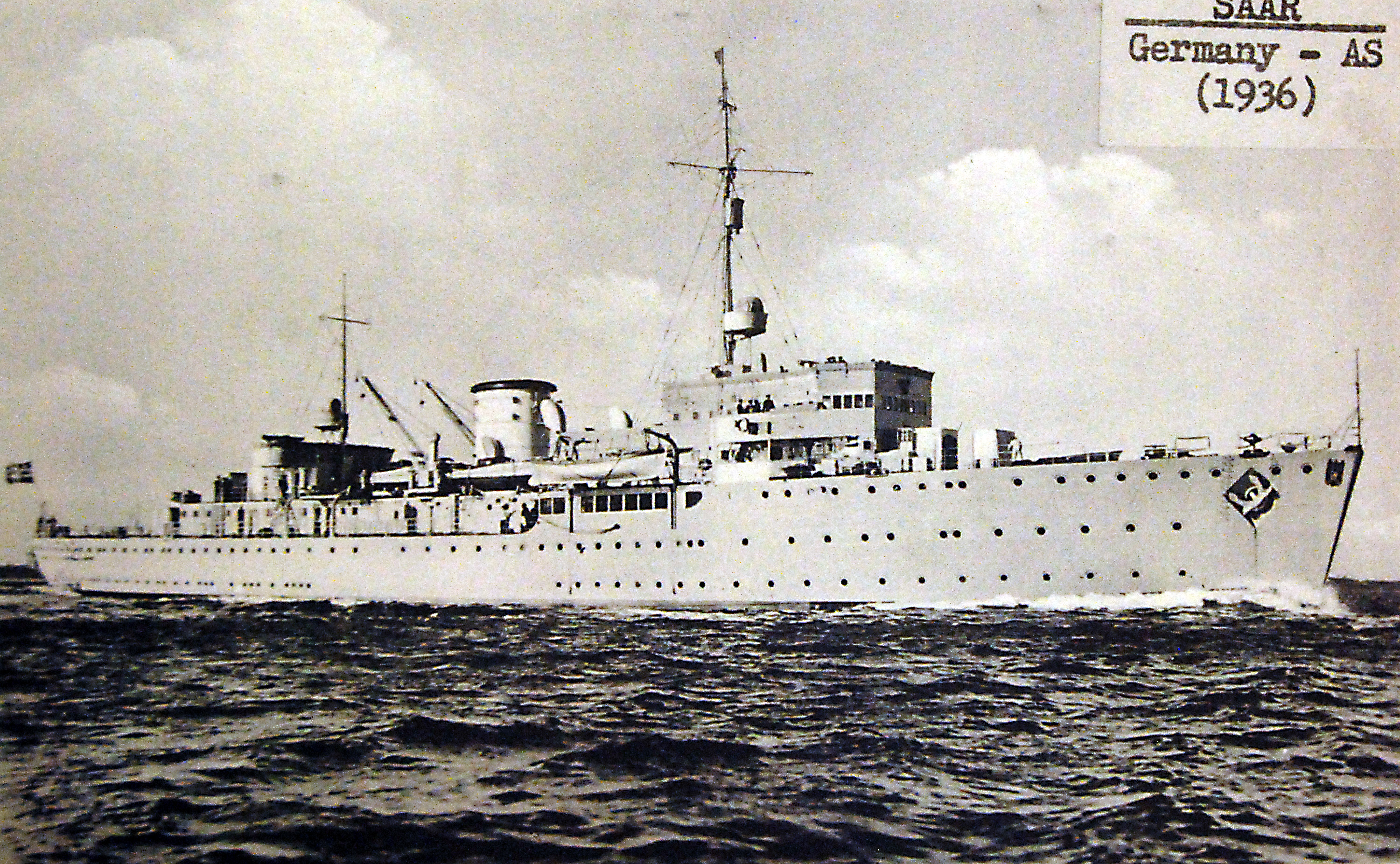
二次大戰德國海軍沙爾號潜艇母舰

與大多數遠洋船隻相比，潛艇體型較小，一般無法運載大量食物、燃料、魚雷和其他補給，也無法運載全套維護設備和人員。該補給船攜帶所有這些物資，要么在海上與潛艇匯合進行補給，要么在潛艇作戰區附近的港口停靠時提供這些服務。在一些海軍中，母艦配備了維修車間，並作為救援人員的浮動宿舍。
隨著現代潛艇尺寸的增大和自動化程度的提高，再加上一些海軍引入了核動力，潜艇母舰不再像以前那樣必不可少。

## 資料來源
1. ↑  .  –樂詞網.
2. ↑  .   [2025-05-22]. （原始内容存档于2025-07-08）.

## 外部連結
- 维基共享资源上的相關多媒體資源：潜艇母舰